# Gabriel Misehouy
Gabriel Osei Misehouy (* 18. Juli 2005 in Amsterdam) ist ein niederländisch-ghanaischer Fußballspieler, der aktuell beim FC Girona spielt. Für die Saison 2025/26 wechselte er leihweise zu Aris Thessaloniki.

## Karriere

### Verein
Misehouy begann seine fußballerische Ausbildung beim OSV Amsterdam, ehe er 2012 in die Jugendakademie von Ajax Amsterdam wechselte. In der Saison 2019/20 spielte er mit bereits 14 Jahren bei der U17, den B-Junioren des niederländischen Rekordmeisters. In der Saison 2020/21 spielte er dort bereits öfters und konnte die ersten Tore erzielen. In der Spielzeit 2021/22 war er bereits im Alter von 16 Jahren Stammspieler bei der U18/U19 und kam regelmäßig in der UEFA Youth League zum Einsatz. Am 21. Februar 2022 (27. Spieltag) wurde er bei einer 1:3-Niederlage gegen Almere City spät eingewechselt und gab somit sein Profidebüt für Jong Ajax.
Im Sommer 2024 wechselte Misehouy zum FC Girona.

### Nationalmannschaft
Misehouy durchlief bislang mehrere Juniorennationalmannschaften der Niederlande.